# Agustín Farabundo Martí
Agustín Farabundo Martí, född 5 maj 1893 i Teotepeque, La Libertad (Department El Salvador), El Salvador, död 1 februari 1932, var en salvadoransk revolutionär och kommunist.

## Tidigt liv
Martí föddes i Teotepeque, en jordbruksby i departementet La Libertad, El Salvador, till föräldrarna Pedro Martí och Socorro Rodríguez. Farabundos ursprungliga efternamn var ursprungligen Mártir, vilket betyder "martyr" på svenska. Hans far ändrade det dock till "Martí" på grund av sin beundran för den kände kubanske patrioten Jose Martí. Redan från mycket ung ålder kämpade Martí med att förstå de stora orättvisorna han bevittnade runt omkring sig. Det gav honom ingen mening att det fanns en sådan stor skillnad mellan hans egna skor och de barfota fötterna på barnen från arbetarfamiljerna han lekte med, liksom kontrasten mellan de rena, anständiga kläderna hans föräkdrar bar och de trasiga, smutsiga paltor som bars av jordbruskarbetarna. Enligt Jose Arias Gómez biografi över Martí, när Martí blev tonåring, påpekade han ofta för sina föräldrar den tydliga skillnaden mellan den rikliga mat som hans familj hade jämfört med den mycket lilla mat som fanns tillgänglig för arbetarna. Martí gjorde gång på gång sina föräldrar uppmärksamma på den orättvisa situationen, och förstod inte varför det fanns en sådan stor klyfta i mängden och kvaliteten på mat mellan hans relativt välbärgade familj och de fattiga jordbruksarbetarna runt omkring dem.
Mellan 1920 och 1932 fängslades han nio gånger för sin revolutionära verksamhet: sex gånger i El Salvador, och en gång vardera i Guatemala, USA och Mexiko samt utvisades flera gånger från olika länder. I spetsen för det 1930 bildade salvadoranska kommunistpartiet organiserade han 22 januari 1932 en marsch med 60.000 bönder. Upproret slogs skoningslöst ner av nationalgardet på president Maximiliano Hernández Martínez order, som godkände att åtminstone 10.000 deltagare avrättades. Avrättningarna kallas la matanza, "slakten". Farabundo Martí hade gripits redan 19 januari 1932, under förberedelserna för upproret, och avrättades 1 februari 1932.